# Saint-Chamant (Cantal)
Saint-Chamant é uma comuna francesa na região administrativa de Auvérnia-Ródano-Alpes, no departamento de Cantal. Estende-se por uma área de 13,71 km². Em 2010 a comuna tinha 249 habitantes (densidade: 18,2 hab./km²).